# واجهة توصيل قابلة للتوسع

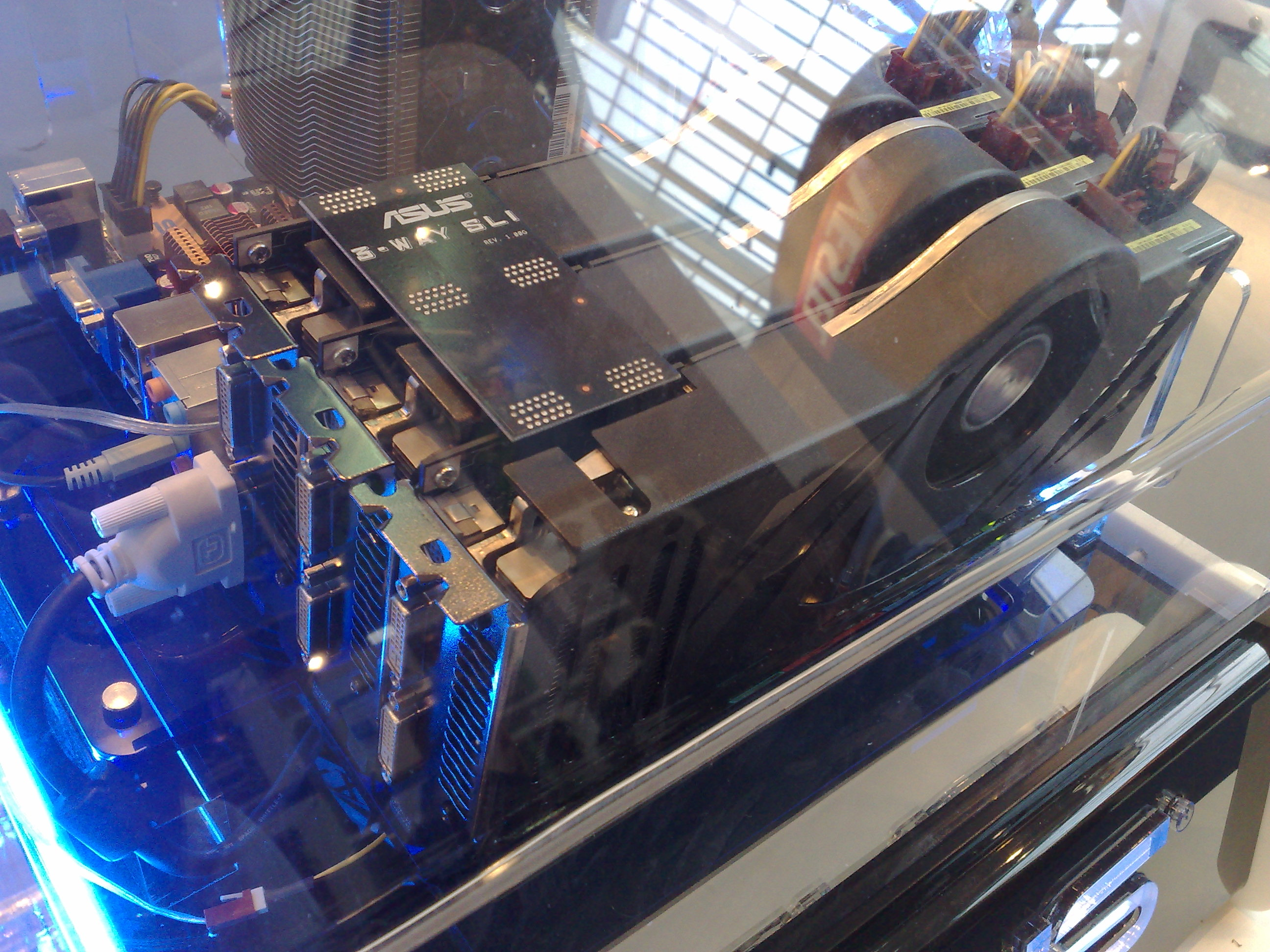
ثلاث بطاقات عرض مرئي تستخدم نظام ثري وي أس أل آي (Three Way SLI)

واجهة التوصيل القابلة للتوسع أو اختصاراً إس إل آي (بالإنجليزية: Scalable Link Interface SLI)‏ وهي اسم لنظام تعدد وحدات معالجة الرسوميات التابع لشركة إنفيديا, والذي يجمع إثنين أو ثلاث بطاقات عرض مرئي لتعمل في حاسوب واحد على رسومية واحدة. وهو نوع من تطبيقات التحليل المتوازي لرسوميات الحاسوبية, وهذ يمنحه قدرة تحليل أكبر للرسوميات.
إن هذه التسمية (SLI) استعمل أولا في شركة ثري دي أف إكس (3dfx) ولكن باسم (Scan-Line Interleave), الذي تم عرضه في سوق الاستهلاك عام 1998 الذي استعملت في بعض وحدات الفودو 2 (Voodoo 2). وبعد أن اشترت إنفيديا شركة ثري دي إف إكس لم تستخدم هذه التكنولوجيا في منتجاتها. ولاحقا تم إعدة عرض هذه التكنولوجيا عام 2004, وأرادت أن تستخدم في بطاقات العرض المرئي التي تستخدم منفذ الملحقات الإضافية السريع (PCI Express), ولكن التكنولوجيا الجديدة تغيرت بشكل ملحوظ عن تكنولوجيا الأس أل آي القديمة.

## اقرأ أيضا
- إيه تي أي كروس فير